# Коефіцієнт потужності

Синусоїдальна напруга (червона лінія) і струм (зелена лінія) синфазні — між ними немає фазового зсуву (,) — навантаження повністю активне, немає реактивної складової. Миттєва потужність (синя лінія) і активна потужність (блакитна лінія) розраховані з коефіцієнтом потужності, рівним 1. Як видно, синя лінія (графік миттєвої потужності) знаходиться повністю над віссю абсцис (в позитивній півплощині), вся підведена енергія перетворюється в роботу: переходить в активну потужність, споживану навантаженням.

Синусоїдальна напруга (червона лінія) і струм (зелена лінія) мають фазовий зсув — навантаження повністю реактивне, немає активної складової. Миттєва потужність (синя лінія) і активна потужність (блакитна лінія) розраховані з коефіцієнтом потужності, рівним 0. Розташування синьої лінії (графіка миттєвої потужності) на осі абсцис показує, що протягом першої чверті циклу вся потужність, що підводиться, тимчасово зберігається в навантаженні, а в другій чверті циклу повертається в мережу, і так далі, тобто ніякої активної потужності не споживається, корисної роботи в навантаженні не відбувається.

Синусоїдальна напруга (червона лінія) і струм (зелена лінія) мають фазовий зсув — навантаження має і активну, і реактивну складові. Миттєва потужність (синя лінія) і активна потужність (блакитна лінія) розраховані за допомогою змінної напруги та струму з коефіцієнтом потужності, рівним 0,71. Розташування синьої лінії (графіка миттєвої потужності) під віссю абсцис показує, що деяка частина потужності, що підводиться, все ж повертається в мережу протягом частини циклу, відзначеного φ.

Коефіціє́нт поту́жності — безрозмірна фізична величина, що означує споживача змінного електричного струму з точки зору наявності в навантаженні реактивної складової. Коефіцієнт потужності показує, наскільки зсувається по фазі змінний струм, що протікає крізь навантаження, щодо прикладеної до нього напруги.
Чисельно коефіцієнт потужності дорівнює косинусу цього фазового зсуву.

## Вступ
Можна показати, що коли джерело синусоїдального струму (наприклад, розетка ~220 В, 50 Гц) увімкнути на навантаження, в якому струм випереджає чи відстає по фазі на деякий кут від напруги, то на внутрішньому активному опорі джерела виділяється додаткова енергія втрат. Насправді це означає, що у разі наявності у колі, протікання струму зі зміщеними по фазі напругою та струмом для виконання електроустановкою певної одиниці роботи, від джерела електроенергії споживається більше енергії: частина переданої енергії виділяється в електропровіднику як додаткові втрати у вигляді випромінення тепла і ці втрати можуть бути досить значними.
Коефіцієнт потужності дорівнює відношенню споживаної електроспоживачем активної потужності до повної потужності. Активна потужність витрачається на здійснення роботи. Повна потужність — геометрична сума активної та реактивної потужностей (у разі синусоїдальних струму і напруги). Взагалі, повну потужність можна визначити як добуток чинних (середньоквадратичних) значень струму і напруги в колі. Повна потужність дорівнює квадратному кореню із суми квадратів активної і реактивної потужностей. Як одиницю вимірювання повної потужності прийнято використовувати вольт-ампер (В•А) замість вата (Вт).
Згідно з нерівністю Коші-Буняковського, активна потужність дорівнює середньому значенню добутку струму і напруги, і завжди не перевищує добуток відповідних середньоквадратичних значень. Через це коефіцієнт потужності бере значення від нуля до одиниці (тобто від 0 до 100 %).
Коефіцієнт потужності математично можна визначати як косинус кута між векторами струму і напруги. Тож у разі синусоїдальних напруги і струму, величина коефіцієнта потужності збігається з косинусом кута, на який відстають відповідні фази.
В електроенергетиці для коефіцієнта потужності прийняті позначення cos φ (де φ — зсув фаз між силою струму і напругою) або λ. Коли для позначення коефіцієнта потужності використовується λ, його величину звичайно виражають у відсотках.
За наявності реактивної складової в навантаженні, крім значення коефіцієнта потужності іноді також вказують властивість навантаження: активно-ємнісне або активно-індуктивне. У такому випадку коефіцієнт потужності відповідно називають випереджальним або відставальним.
У разі синусоїдальної напруги, якщо навантаження не має реактивної складової, коефіцієнт потужності дорівнює частці потужності першої гармоніки струму в повній потужності, споживаної навантаженням, і рівний коефіцієнту спотворень струму.

## Математичні розрахунки
Коефіцієнт потужності треба враховувати у проектуванні електромереж. Низький коефіцієнт потужності призводить до збільшення частки втрат електроенергії в електричній мережі в загальних втратах. Щоб збільшити коефіцієнт потужності, використовують компенсувальні пристрої. Неправильно розрахований коефіцієнт потужності може призвести до надмірного споживання електроенергії та зниження ККД електроустаткування, що живиться від такої мережі.
Для розрахунків у разі гармонійних змінних U (напруга) і I (сила струму) використовуються такі математичні формули:
1. {\displaystyle \cos \varphi ={\frac {P}{S}}}
2. {\displaystyle P=U\times I\times \cos \varphi }
3. {\displaystyle Q=U\times I\times \sin \varphi }
4. {\displaystyle S=U\times I={\sqrt {P^{2}+Q^{2}}}}

Де {\displaystyle ~P} — активна потужність, {\displaystyle ~S} — повна потужність, {\displaystyle ~Q} — реактивна потужність.

## Узвичаєні оцінки якості електроспоживання
Коефіцієнт потужності дозволяє оцінити величину нелінійних спотворень, що вносяться навантаженням в електромережу. Чим він менший, тим більше вноситься нелінійних спотворень. Водночас, за одної і тієї ж активної потужності навантаження, потужність, що даремно розсіюється у проводах, обернено пропорційна квадрату коефіцієнта потужності. Отже, чим менший коефіцієнт потужності, тим нижче якість споживання електроенергії. Для підвищення якості електроспоживання застосовуються різні способи керування коефіцієнтом потужності, тобто його підвищення до значення, близького до одиниці.
| Значення коефіцієнта потужності | Високий  | Добрий   | Задовільний | Низький  | Незадовільний |
| ------------------------------- | -------- | -------- | ----------- | -------- | ------------- |
| cos φ                           | 0,95…1   | 0,8…0,95 | 0,65…0,8    | 0,5…0,65 | 0…0,5         |
| λ                               | 95…100 % | 80…95 %  | 65…80 %     | 50…65 %  | 0…50 %        |

Наприклад, більшість колишніх компактних люмінесцентних («енергоощадних») ламп, що мають ЕПРА, відзначалися високим значенням коефіцієнта потужності.

## Нелінійні спотворення струму
Споживачі електроенергії з нелінійною вольт-амперною характеристикою (з коефіцієнтом потужності, меншим одиниці) створюють струм, який змінюється непропорційно миттєвій напрузі в мережі (здебільшого, форма струму при цьому відрізняється від синусоїдальної). Відповідно спотворюється і форма напруги на даній ділянці електромережі, що призводить до погіршення якості електроенергії. Залежно від характеру навантаження можна виділити такі основні види нелінійних спотворень струму: це фазовий зсув, викликаний реактивною складовою в навантаженні, і несинусоїдальність форми струму. Спотворення несинусоїдальності, зокрема, має місце, коли навантаження несиметричне у різних півхвилях напруги енергомережі.

### Несинусоїдальність
Несинусоїдальність — вид нелінійних спотворень напруги в електричній мережі, який пов'язаний з появою у складі напруги гармонік з частотами, що багаторазово перевищують основну частоту мережі. Вищі гармоніки напруги мають негативний вплив на роботу системи електропостачання, викликаючи додаткові активні втрати в трансформаторах, електричних машинах і мережах; підвищену аварійність в кабельних мережах; зменшення коефіцієнта потужності за рахунок потужності спотворення, викликаної протіканням струмів вищих гармонік; а також обмежене застосування батарей конденсаторів для компенсації реактивної потужності.
Джерелами вищих гармонік струму і напруги є електроспоживачі з нелінійними навантаженнями. Наприклад, потужні випрямлячі змінного струму, що застосовуються в металургійній промисловості і на залізничному транспорті, газорозрядні лампи та інше.